# 全国手話検定試験
全国手話検定試験（ぜんこくしゅわけんていしけん）は、社会福祉法人全国手話研修センターが実施する、手話学習者のコミュニケーション能力をレベルに合わせて認定する検定試験である。一般に全国手話検定と呼ばれる。手話に関連する検定としては手話の母語話者であるろう者が主体となって行っている検定である。イメージキャラクターはペンギン。

## 概要
『手話の知識だけではなく、面接委員と手話で会話をすることにより、ろう者と手話でどの程度コミュニケーションができるのか』を評価認定する試験である。手話技能検定とは異なる、別の試験である。あくまでコミュニケーション能力が問われているため、試験で測る能力は厳密には手話通訳とは異なる能力である。試験は年1回、毎年10月頃に実施されている。

### 受験資格
年齢・性別・学歴に関係なく、誰でも受験できる。　

## 検定級
| 級    | レベルのめやす | 学習歴のめやす | 単語数        |
| ----- | --- | -------------- | ------------- |
| 1級   | ろう者と積極的に会話をしようとする態度を持ち、あらゆる場面での会話を話題にし、よどみなく会話ができる力を問うレベル。 | 3年            | 約3000語      |
| 準1級 | ろう者と積極的に会話をしようとする態度を持ち、社会活動の場面を話題に会話ができ、一部専門的な場面での会話ができる程度の力を問うレベル。 （学校・職場・地域・自治会や保護者会・サークル・趣味の活動等）                                                            | 2年半          | 約2200語      |
| 2級   | ろう者と積極的に会話をしようとする態度を持ち、社会生活全般を話題に平易な会話ができる程度の力を問うレベル。 （旅行・学校・公的な挨拶・仕事・福祉事務所の場面等）                                                                                                  | 2年            | 約1500語      |
| 3級   | ろう者と積極的に会話をしようとする態度を持ち、日常の生活体験や身近な社会生活の体験を話題に手話で会話ができる程度の力を問うレベル。 （友達・近所の人・職場の同僚などと、子どものこと・健康のこと・職場のことなど）                                                | 1年半          | 約800～1000語 |
| 4級   | ろう者と会話をしようとする態度を持ち、家族との身近な生活や日常生活の体験を話題に手話で会話ができる程度の力を問うレベル。 1日・1週間の生活やできごと、1年の行事やできごと、思い出や予定について、曜日、年・月・日、時間に関する手話を理解し、表現・会話ができる。 | 1年            | 約500～600語  |
| 5級   | ろう者との会話に興味を持ち、挨拶や自己紹介を話題に手話で会話ができる程度の力を問うレベル。 （名前・家族・趣味・誕生日・年齢・仕事・住所） | 6か月          | 約200～300語  |

## 試験形式
- 筆記試験（1級・準1級・2級のみ）
1級は小論文、準1級は選択式穴埋め、2級は4肢択一方式。
- 手話の読み取り試験
テレビ画面に提示される手話を見て文書の設問に答え、マークシートに解答を記入。
- 手話での表現・会話試験
個別面接で行う。「表現」では示されたテーマにそって手話でスピーチを行う。「会話」では面接委員の手話での質問に手話で応答する。

以上3つ（3級以下は2つ）それぞれの試験結果がおおむね70%以上であれば合格。

## その他
全国手話検定試験の他に、特定非営利活動法人手話技能検定協会が実施している手話技能検定もある。